# Nikolai-gymnasiet, Liepāja
Nikolai-gymnasiet (lettiska: Liepājas Nikolaja ģimnāzija; tyska: Libausches Nicolai-Gymnasium; ryska: Либавская Николаевская гимназия) var en av de äldsta gymnasieskolorna i Kurland.
Skolbyggnaden påbörjades den 24 maj 1883 och stod färdig två år senare, 1885. Den förste rektorn att leda skolan var Alberts Wolgemuth. Även om en betydande andel av eleverna var av polskt ursprung, var undervisningsspråket tyska. Det var först 1893 som eleverna fick möjlighet att välja att studera lettiska och/eller hebreiska.